# Cleolophus autonomus
Cleolophus autonomus är en stekelart som beskrevs av Mercet 1924. Cleolophus autonomus ingår i släktet Cleolophus och familjen finglanssteklar.
Artens utbredningsområde är:
- Österrike.
- Bulgarien.
- Tjeckien.
- Slovakien.
- Frankrike.
- Ungern.
- Spanien.
- Moldavien.

Inga underarter finns listade i Catalogue of Life.